# 関衛

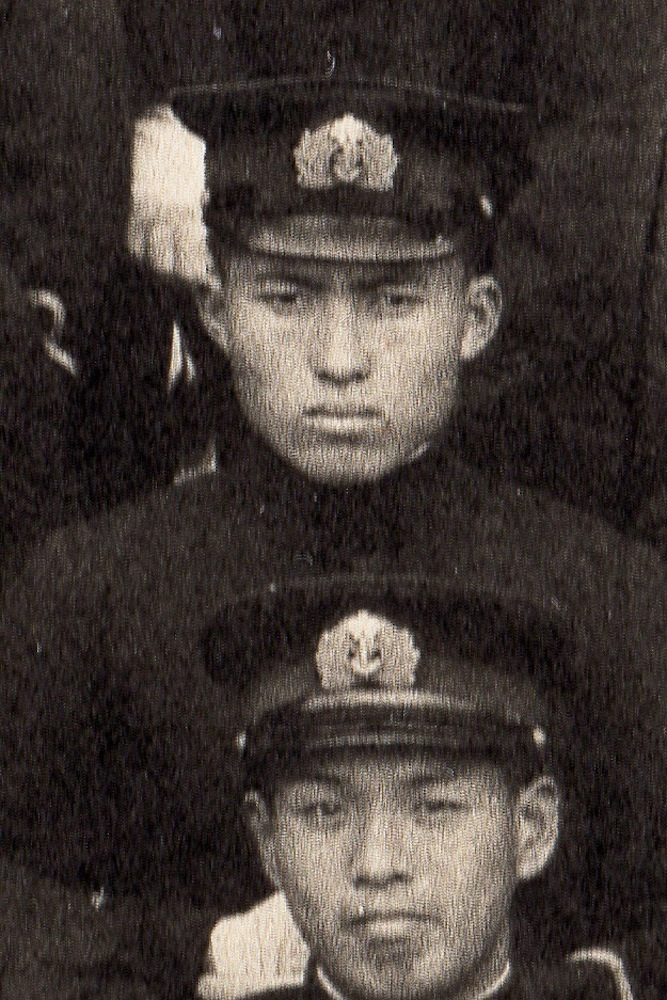
練習艦隊乗組みの際の集合写真

関 衛（せき まもる、1909年(明治42年)3月8日 - 1942年（昭和17年）10月26日）は、日本の海軍軍人。南太平洋海戦において戦死。海兵58期。最終階級は海軍中佐。

## 経歴
山形県米沢市に父・関才右衛門と母・ヤスのもとに生まれる。父は海軍大佐で、日本海海戦に第19艇隊所属の水雷艇｢雉｣艇長として参戦している。母は旧米沢藩士・左近司政記の娘。左近司政三海軍中将は伯父にあたる。
府立五中を経て、1926年（大正15年）11月海軍兵学校58期に入校。この時期はダルトンプランによる教育が実施されていた。1930年（昭和5年）11月18日卒業。58期生は少尉候補生として装甲巡洋艦「出雲」・「八雲」に乗組し練習航海に出発（関は「八雲」に乗組み）。遠洋航海は地中海方面へ向かい、司令官は左近司であった。1932年（昭和7年）4月、海軍少尉任官。
1933年（昭和8年）練習航空隊飛行学生となり、館山海軍航空隊を経て爆撃機搭乗員となる。関は和田鉄次郎とともに、日本海軍初の急降下爆撃機操縦員の一人となる。奥宮正武によれば、後に関は奥宮らとハインケル製の急降下爆撃機を用いて新たな爆撃術の研究開発を行い、部内の権威者となったという。軍事航空史の調査研究家、渡辺洋二によれば、関中尉の秀でた性格は、すでにこの頃から光っていたという。その後は霞ヶ浦海軍航空隊教官などを歴任。
日中戦争に参加。空母「龍驤」分隊長として広東攻略戦に参加し、感状を授与された。
1941年（昭和16年）10月海軍少佐に進級。

### 太平洋戦争
1941年（昭和16年）12月太平洋戦争を宇佐海軍航空隊教官として迎える。この時に実用機教程を指導された艦上爆撃機搭乗員に豊田穣がいる。

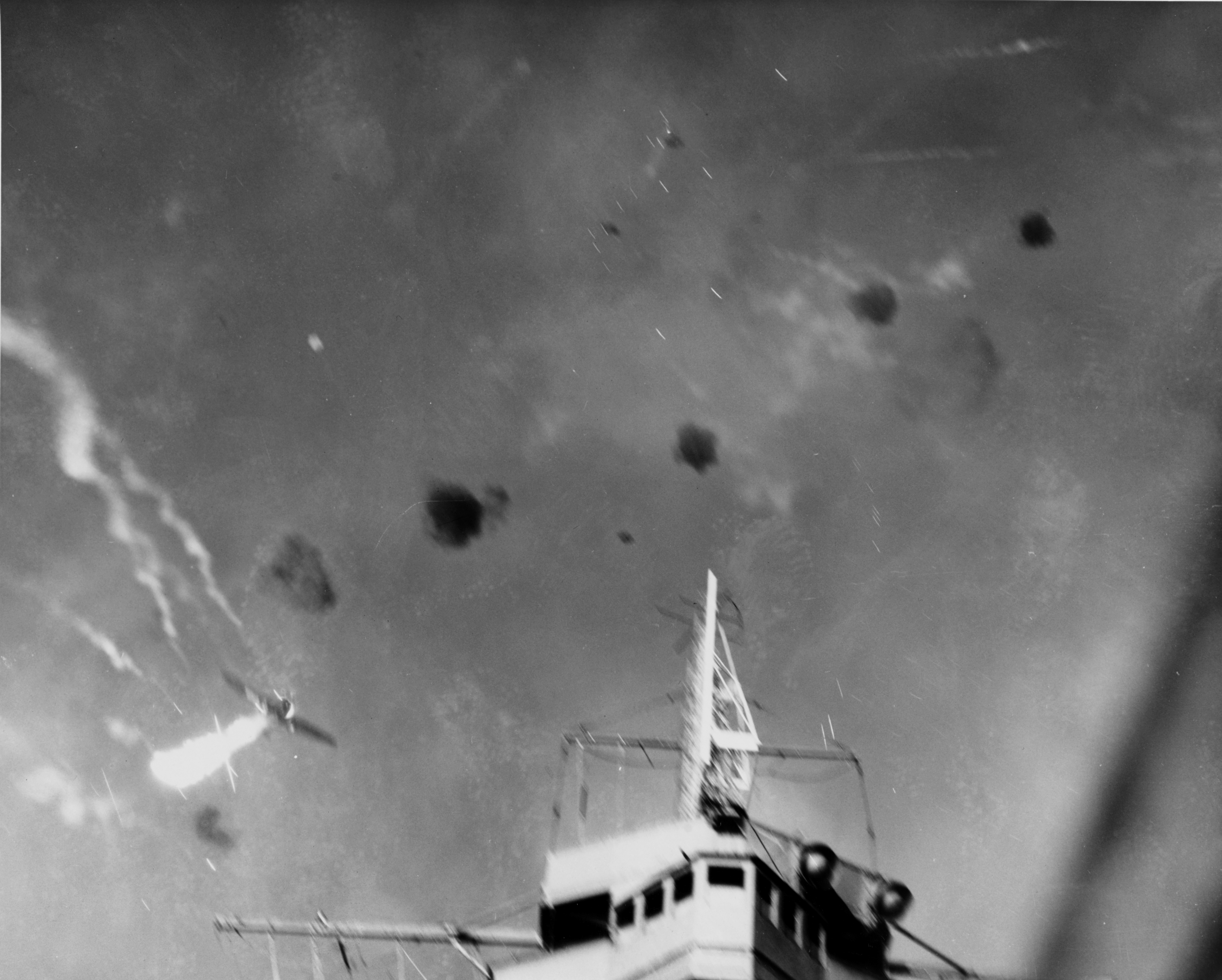
第二次ソロモン海戦で「エンタープライズ」を攻撃する九九艦爆

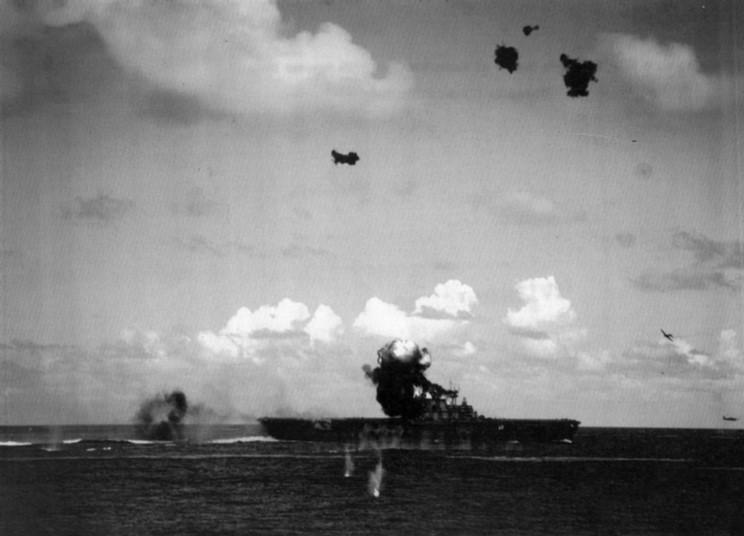
南太平洋海戦で九九艦爆の突入を受け
炎上する「ホーネット」

1942年（昭和17年）7月、第三艦隊の空母「翔鶴」飛行隊長に就任。第三艦隊の攻撃隊総隊長を兼任。なお「翔鶴」艦上攻撃機隊を率いたのは、同期生の村田重治であった。
1942年（昭和17年）8月24日、第二次ソロモン海戦に参戦。第二航空戦隊航空参謀奥宮正武によれば、太平洋戦争における関の初陣であったが、すでに日中戦争において実戦を経験しており、貫禄は十分であったという。「翔鶴」において飛行隊長の関の下で先任中隊長を務めた有馬敬一大尉は、渡辺洋二の聞取りに対し、関は温厚篤実とは言いにくいけれども、隊をよく掌握していた、と述べている。
同海戦で、関は第一次攻撃隊、九九式艦上爆撃機（九九艦爆）27機、零式艦上戦闘機（零戦）10機を率い米空母「エンタープライズ」に爆弾3発を命中させるなどの戦果を挙げた。この攻撃に九七式艦上攻撃機（九七艦攻）が参加していないのは、咄嗟の会敵であったため準備が間に合わなかったためであった。
1942年（昭和17年）10月26日、南太平洋海戦に参加。関は第二次攻撃隊指揮官として九九艦爆19機と護衛の零戦5機で攻撃に向かった。攻撃隊の機数が少ないのは、同時に出撃する予定であった空母「瑞鶴」隊は母艦にレーダーがなかったため準備が遅れたこと、また第二次ソロモン海戦などで被った損害の補充ができていなかったことが原因である。
先に攻撃に向かった村田隊は米空母「ホーネット」に爆弾6発、魚雷2発を、関隊は「エンタープライズ」に爆弾3発を命中させた（うち1発は至近弾）。ただし関隊を第一次攻撃隊とし「ホーネット」を攻撃したとする資料もある。
日本側の目撃証言では関は被弾後に駆逐艦に突入して自爆したとするものもある一方、米側の記録には「ホーネット」に突入したというものもある。
一方、関の奉職履歴に記載された有馬大尉の見認証書には、「敵『エンタープライズ』型航空母艦ニ対シ急降下爆撃ヲ敢行」とある。同大尉は、渡辺の聞取りに対し、「単縦陣での突入において、すぐ前を飛ぶ関さんの機が発火し、たちまち炎に包まれた」と証言している。
戦死による特進で海軍中佐。